# جاسون ريتر
جاسون ريتر (بالإنجليزية: Jason Ritter)‏ (و. 1980  م) هو ممثل أفلام، وممثل تلفزي، ومؤدي أصوات أمريكي، ولد في لوس أنجلوس.

## التعليم
تعلم في مدرسة تيش العليا للفنون.

## وصلات خارجية
- جاسون ريتر على موقع IMDb (الإنجليزية)
- جاسون ريتر على موقع ألو سيني (الفرنسية)
- جاسون ريتر على موقع ميوزك برينز (الإنجليزية)
- جاسون ريتر على موقع أول موفي (الإنجليزية)
- جاسون ريتر على موقع قاعدة بيانات الأفلام السويدية (السويدية)
- جاسون ريتر على موقع إن إن دي بي (الإنجليزية)
- جاسون ريتر على موقع قاعدة بيانات الفيلم (الإنجليزية)
- جاسون ريتر على موقع كينوبويسك (الروسية)